# Astana Team 2008
Questa voce raccoglie le informazioni riguardanti l'Astana Team nelle competizioni ufficiali della stagione 2008.

## Stagione
La squadra kazaka di licenza lussemburghese partecipò, nella stagione 2008, alle gare del circuito UCI ProTour, ottenendo sette vittorie e chiudendo al secondo posto nella classifica a squadre. Nei circuiti Circuiti continentali UCI vinse dodici corse, più sei nei Grandi Giri.

## Organico

### Staff tecnico
GM=General manager; DS=Direttore sportivo.
|  | Naz.                   | Ruolo | Sportivo         |  |  |  |
|  | ---------------------- | ----- | ---------------- |  |  |  |
|  | Belgio (bandiera)      | GM    | Johan Bruyneel   |  |  |  |
|  | Francia (bandiera)     | DS    | Alain Gallopin   |  |  |  |
|  | Russia (bandiera)      | DS    | Vjačeslav Ekimov |  |  |  |
|  | Kazakistan (bandiera)  | DS    | Aleksandr Šefer  |  |  |  |
|  | Kazakistan (bandiera)  | DS    | Andrej Teterjuk  |  |  |  |
|  | Regno Unito (bandiera) | DS    | Sean Yates       |  |  |  |

### Rosa
|  | Naz.                   |  | Sportivo          | Anno |  |  |
|  | ---------------------- |  | ----------------- | ---- |  |  |
|  | Kazakistan (bandiera)  |  | Asan Bazaev       | 1981 |  |  |
|  | Slovenia (bandiera)    |  | Janez Brajkovič   | 1983 |  |  |
|  | Spagna (bandiera)      |  | Antonio Colom     | 1978 |  |  |
|  | Spagna (bandiera)      |  | Alberto Contador  | 1982 |  |  |
|  | Svizzera (bandiera)    |  | Thomas Frei       | 1985 |  |  |
|  | Russia (bandiera)      |  | Vladimir Gusev    | 1982 |  |  |
|  | Austria (bandiera)     |  | René Haselbacher  | 1977 |  |  |
|  | Stati Uniti (bandiera) |  | Chris Horner      | 1971 |  |  |
|  | Kazakistan (bandiera)  |  | Maksim Iglinskij  | 1981 |  |  |
|  | Russia (bandiera)      |  | Sergej Ivanov     | 1983 |  |  |
|  | Kazakistan (bandiera)  |  | Sergej Jakovlev   | 1976 |  |  |
|  | Lussemburgo (bandiera) |  | Benoît Joachim    | 1976 |  |  |
|  | Australia (bandiera)   |  | Aaron Kemps       | 1983 |  |  |
|  | Kazakistan (bandiera)  |  | Roman Kireev      | 1987 |  |  |
|  | Germania (bandiera)    |  | Andreas Klöden    | 1975 |  |  |
|  | Paesi Bassi (bandiera) |  | Koen de Kort      | 1982 |  |  |
|  | Kazakistan (bandiera)  |  | Berik Kupešov     | 1987 |  |  |
|  | Stati Uniti (bandiera) |  | Levi Leipheimer   | 1973 |  |  |
|  | Francia (bandiera)     |  | Julien Mazet      | 1981 |  |  |
|  | Kazakistan (bandiera)  |  | Andrej Mizurov    | 1973 |  |  |
|  | Svizzera (bandiera)    |  | Steve Morabito    | 1983 |  |  |
|  | Kazakistan (bandiera)  |  | Dmitrij Murav'ëv  | 1979 |  |  |
|  | Spagna (bandiera)      |  | Daniel Navarro    | 1983 |  |  |
|  | Spagna (bandiera)      |  | Benjamín Noval    | 1979 |  |  |
|  | Portogallo (bandiera)  |  | Sérgio Paulinho   | 1980 |  |  |
|  | Svizzera (bandiera)    |  | Grégory Rast      | 1980 |  |  |
|  | Spagna (bandiera)      |  | José Luis Rubiera | 1973 |  |  |
|  | Svizzera (bandiera)    |  | Michael Schär     | 1986 |  |  |
|  | Lituania (bandiera)    |  | Tomas Vaitkus     | 1982 |  |  |
|  | Kazakistan (bandiera)  |  | Andrej Zejc       | 1986 |  |  |

## Ciclomercato
| Janez Brajkovič   | Discovery Channel |
| Alberto Contador  | Discovery Channel |
| Vladimir Gusev    | Discovery Channel |
| Chris Horner      | Predictor         |
| Roman Kireev      | neo pro           |
| Berik Kupešov     | neo pro           |
| Levi Leipheimer   | Discovery Channel |
| Benjamín Noval    | Discovery Channel |
| Sérgio Paulinho   | Discovery Channel |
| José Luis Rubiera | Discovery Channel |
| Tomas Vaitkus     | Discovery Channel |
| Andrej Zejc       | neo pro           |

| Igor Abakoumov       | Mitsubishi-Jartazi |
| Maksim Gurov         | A-Style-Somn       |
| Aleksej Kolesov      | Ulan               |
| Gennadij Michajlov   | Mitsubishi-Jartazi |
| José Antonio Redondo | Andalucía          |
| Paolo Savoldelli     | LPR Brakes         |
| Evgenij Sladkov      | A-Style-Somn       |

## Palmarès

### Corse a tappe
- Giro d'Italia

Classifica generale (Alberto Contador)
- Vuelta a España

5ª tappa (Levi Leipheimer)
13ª tappa (Alberto Contador)
14ª tappa (Alberto Contador)
20ª tappa (Levi Leipheimer)
Classifica generale (Alberto Contador)
- Vuelta al País Vasco

1ª tappa (Alberto Contador)
5ª tappa (Alberto Contador)
Classifica generale (Alberto Contador)
- Tour de Romandie

1ª tappa (Maksim Iglinskij)
3ª tappa (Andreas Klöden)
Classifica generale (Andreas Klöden)
- Critérium du Dauphiné Libéré

Prologo (Levi Leipheimer)
- Tour of California

5ª tappa (Levi Leipheimer)
Classifica generale (Levi Leipheimer)
- Volta ao Algarve

2ª tappa (Tomas Vaitkus)
- Vuelta a Murcia

2ª tappa (José Luis Rubiera)
- Vuelta a Castilla y León

Prologo (Alberto Contador)
4ª tappa (Alberto Contador)
Classifica generale (Alberto Contador)
- Österreich-Rundfahrt

5ª tappa (René Haselbacher)
- Tour de Wallonie

Classifica generale (Sergej Ivanov)
- Tour de White Rock

3ª tappa (Chris Horner)

### Corse in linea
- Ronde van het Groene Hart (Tomas Vaitkus)
- Gran Premio di Istanbul (Grégory Rast)
- Clásica a los Puertos de Guadarrama (Levi Leipheimer)

### Campionati nazionali
- Campionati kazaki

In linea (Andrej Mizurov)
Cronometro (Asan Bazaev)
- Campionati lituani

In linea (Tomas Vaitkus)
- Campionati portoghesi

Cronometro (Sérgio Paulinho)
- Campionati russi

In linea (Sergej Ivanov)
Cronometro (Vladimir Gusev)

## Classifiche ProTour
Individuale
Piazzamenti dei corridori dell'Astana Team nella classifica individuale dell'UCI ProTour 2008.
| Pos. | Ciclista         | Punti |
| ---- | ---------------- | ----- |
| 3    | Andreas Klöden   | 96    |
| 13   | Alberto Contador | 58    |
| 16   | Daniel Navarro   | 55    |
| 19   | Janez Brajkovič  | 53    |
| 28   | Levi Leipheimer  | 41    |
| 59   | Grégory Rast     | 20    |
| 76   | Maksim Iglinskij | 11    |
| 77   | Sergej Ivanov    | 10    |

Squadra
L'Astana Team chiuse in seconda posizione con 226 punti.